# Georgi Georgiew (ur. 1976)
Georgi Georgiew, bułg. Георги Георгиев (ur. 30 stycznia 1976 roku) – bułgarski judoka, zdobywca brązowego medalu Igrzysk Olimpijskich w Atenach w kategorii do 66 kilogramów. Walczył też w sambo
W swoim dorobku ma również trzy brązowe medale Mistrzostw Europy (2000, 2003, 2007)